# 格格·卡尔曼
格格·卡尔曼（匈牙利語：Gőgh Kálmán，1948年1月7日—1995年11月11日），斯洛伐克男子足球运动员，司职后卫。他曾代表捷克斯洛伐克国家队参加1976年和1980年欧洲足球锦标赛，其中1976年欧锦赛获得冠军，1980年欧锦赛则获得季军。